# Gunnar Ekelöf
Gunnar Ekelöf (Estocolmo, 15 de septiembre de 1907-Sigtuna, 16 de marzo de 1968) fue un poeta y escritor sueco.

## Biografía
Estudió en la Escuela de Estudios Orientales de Londres y en la Universidad de Upsala. Colaboró en importantes revistas literarias y fue miembro de la Academia Sueca desde el año 1958 hasta su muerte. Tradujo a importantes poetas franceses y recibió, por su contribución literaria de alto nivel, la distinción de la crítica de todos los medios especializados de Suecia por ser uno de los escritores más destacados de su generación. La universidad de Upsala le confirió, en 1958, el título de doctor honoris causa.
Las fuentes de inspiración más notorias en la obra de Ekelöf provienen de Arthur Rimbaud, Edith Södergran y T.S. Eliot, y se refieren principalmente a temas de soledad, amor, muerte y sueños.

## Obras
Entre sus obras se destacan:
- Sent på jorden (Tarde en la Tierra), 1932.
- Dedikation, 1934.
- Färjesång (Canción del transbordador), 1941.
- Non serviam, 1945.
- Utflykter (Travesías), 1947.
- Om hösten (Acerca del otoño), 1951.
- Strountes, 1955.
- Blandade kort, 1957.
- Opus incertum, 1959.
- En Mölna-elegi, 1960.
- En natt i Otocac (Una noche en Otocac), 1961.
- Diwan över Fursten av Emgión (Diván sobre el Príncipe de Emgión), 1965.
- Sagan om Fatumeh (La saga de Fatumé), 1966.
- Vägvisare till underjorden (Guía hacia el infierno), 1967.
- Partitur (Partitura), 1969.
- En självbiografi (Autobiografía), 1971.
- En röst (Una voz), 1973.

- Datos: Q366311
- Multimedia: Gunnar Ekelöf / Q366311